# Гудимович Петро Ілліч
Гудимович Петро Ілліч (20 жовтня (2 листопада) 1902 , Новгород-Сіверський, Чернігівська губернія  — 1993 , Росія ) — полковник держбезпеки, резидент радянської розвідки у Польщі (1940—1941 рр.), один з розвідників СРСР, який передавав достовірні дані про підготовку Німеччини до війни з СРСР.

## Біографія
Народився 20 жовтня 1902 року в м. Новгород-Сіверський. Після революції працював у військкоматі, з 1920 по 1925 рік служив у Червоній Армії. У 1934 році його було направлено в органи держбезпеки. Закінчив школу особливого призначення (розвідшколу) НКВС СРСР, після чого протягом 15 років працював у зовнішній розвідці. 
У 1940—1941 роках перебував зі спецзавданням у Польщі як резидент радянської розвідки, передавав важливі дані про підготовку Німеччини до війни проти СРСР. За виконання завдання нагороджений орденом Червоної Зірки. В роки війни займався підготовкою і закиданням у тил ворога розвідувально-диверсійних груп. У 1953 році звільнений у запас у званні полковника. Помер у 1993 р.